# Іманалієв Абулмаджин
Абулмаджин Іманалієв (1910, село Орто-Алиш Пішпецького повіту Семиріченської області, тепер село Байтик Аламудунського району Чуйської області, Киргизстан — ?) — киргизький радянський діяч, завідувач адміністративного відділу ЦК КП(б) Киргизії; 1-й секретар Ошського обкому КП(б) Киргизії. Депутат Верховної Ради СРСР 3-го скликання. 

## Біографія
Народився в бідній селянській родині. У 1924 році вступив до комсомолу. До 1927 року проживав із батьками, які одні з перших вступили до колгоспу «Орто-Алиш». До 1929 року навчався в початковій школі, потім у кооперативному технікумі.
Після закінчення технікуму, з 1929 року перебував на комсомольській роботі: завідувач відділу районного комітету ВЛКСМ, секретар районного комітету ВЛКСМ, завідувач відділу Киргизького обласного комітету ВЛКСМ.
Член ВКП(б) з 1931 року.
З 1932 по 1935 рік служив у Червоній армії.
У 1935—1937 роках — завідувач відділу піонерів Киргизького обласного комітету ВЛКСМ.
З 1937 по 1939 рік — слухач Вищої школи пропагандистів при ЦК ВКП(б) у Москві.
У 1939—1940 роках — інструктор ЦК КП(б) Киргизії.
У 1940—1941 роках — секретар Джалал-Абадського обласного комітету КП(б) Киргизії із пропаганди та агітації.
З 1941 по 1946 рік служив у Червоній армії, учасник німецько-радянської війни.
З квітня 1946 року — секретар Фрунзенського обласного комітету КП(б) Киргизії із пропаганди та агітації.
У 1949 році закінчив Вищу партійну школу при ЦК ВКП(б) у Москві.
У 1949—1950 роках — завідувач адміністративного відділу ЦК КП(б) Киргизії.
У 1950—1952 роках — 1-й секретар Ошського обласного комітету КП(б) Киргизії.
Подальша доля невідома.